# スキルス
スキルス（scirrhous、英語: Linitis plastica）とは、悪性腫瘍にみられる間質が多い癌の一種で、瀰漫（びまん）性に浸潤していくものを指す。硬癌（こうがん）ともいう。語源はギリシャ語のskirrhos（硬い腫瘍）。胃癌、大腸癌や乳癌でこのような形での発育・浸潤がみられることがある。

## スキルス胃癌
ひとかたまりにならず、正常組織に染み渡るように癌が浸潤するため、病変の表面が正常組織に覆われていたり、病変内に飛び石のように正常組織が残っていることがある。また分化型腺癌と異なり、血管も破壊しながら発育するため、スキルス胃癌では上部消化管内視鏡で狭帯域光観察 (NBI) を用いても病変が茶褐色に描出しにくい（むしろ白色にみえる）。
病理学が発展する前、スキルス胃癌が悪性腫瘍と分かるまでは、一種の胃炎と考えられていたため英語の医学用語では現在もlinitis plastica（形成性胃炎の意）と名付けられている。
スキルス胃癌はヘリコバクター・ピロリとの関連は少ないとされていたが、やはり関連はあるとする報告が最近は多く見られる。
この種類の胃癌はアジア各国、特に日本での報告が多い。遺伝性びまん型胃癌家系はニュージーランドのマオリ族で見出されており、CDH1遺伝子変異によるE-cadherinの機能不全がある。この家系では胃の印環細胞癌が多発し、女性では乳腺小葉癌もみられる。PSCAの遺伝子変異やRhoAの遺伝子変異も関与が研究されている。
国立がん研究センター研究所を中心とする国際共同研究グループは、日本人胃癌症例697例を含む総計1,457例の世界最大となる胃癌ゲノム解析を実施し、以下の結果を報告した。1）14 種類の変異シグネチャーを同定し、中でもSBS16遺伝子の変異シグネチャーは、びまん型胃癌、東アジア人種に多く、また男性、飲酒量、アルコール分解能の弱いゲノム多型 (ALDH1B1/ALDH2)と有意な相関を示した。2）びまん型胃癌の発症において鍵となるドライバー遺伝子であるRHOA遺伝子の変異が、SBS16遺伝子で誘発されることを示し、飲酒に関連したゲノム異常がRHOA ドライバー変異を誘発してびまん型胃癌を発症させることを明らかにした。

### 形態

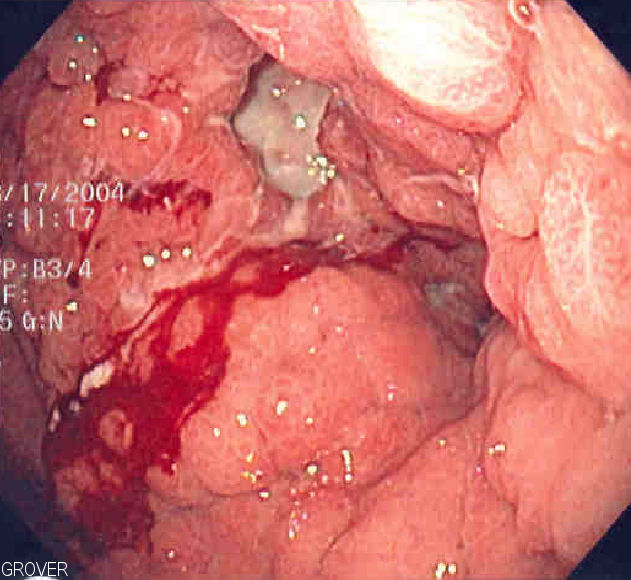
スキルス胃癌の内視鏡像。胃全体に癌が浸潤し、革袋状の形態を呈している。また出血もみられる。

びまん性胃癌の特徴は、低分化型癌細胞がみられることである。また印環細胞癌もしばしばみられる。
進行したスキルス胃癌の形態は「革袋様」と呼ばれる。これは腫瘍細胞がびまん性に浸潤し、過度の線維化が起こり、厚く硬い胃壁となるためである。
上部消化管内視鏡検査や胃透視検査により、早期の未分化型あるいは低分化型胃癌が発見されることもある。この場合は革袋状胃 (= linitis plastica) には至っていない。早期病変の内側に、「聖域」と呼ばれる遺残した正常粘膜や「インゼル」と呼ばれる発赤した再生粘膜がみられることがある。病変の縁は「断崖」状で、分化型胃癌のような蚕食像がみられないことが多い。

### 症状
症状として多いのは一回に取れる食事量が減る、食欲不振、吐き気、嘔吐・吐血・血便・黒色便、体重減少などである。下痢を伴うことがある。

## 著名な患者
- ナポレオンと彼の家族の多くはスキルス胃癌で亡くなっている[7]。しかしナポレオン自身はヒ素中毒で亡くなったとも信じられている[8]。
- 逸見政孝 - アナウンサー、司会者。1993年9月にがん告白会見を行ったが、その3か月後の同年12月に48歳で死去。また、逸見の弟もスキルス胃癌で亡くなっている。
- 手塚治虫 - 漫画家。1989年に60歳で死去。
- 成田三樹夫 - 俳優。1989年に進行した癌が見つかり、同年12月に胃の3分の2を切除する手術を受けたが、1990年4月に55歳で死去。
- 佐久間正英 - ミュージシャン、音楽プロデューサー。61歳で死去。
- 堀江しのぶ - タレント、女優。診断時には手の施しようがない状態で本人には告知されなかった。23歳で死去。
- 岡崎律子 - シンガーソングライター。メロキュア結成の翌年に発症した。闘病生活をしながら創作活動を行っていたが、2004年に44歳で死去。
- 森徹 - スキー選手。1998年2月開催の長野オリンピック・男子モーグルの日本代表候補だったが、1997年9月に癌が発覚してオリンピックを断念。1998年7月、25歳で死去。
- 塩沢とき -  女優。過去に何度も発症した癌を克服し、「癌は治る」と語っていた最中である2007年5月に発症し79歳で死去。
- 石野見幸 - ジャズ歌手。2006年9月に発症し、2007年11月に35歳で死去。
- 小林すすむ - 俳優、タレント。2012年5月に58歳で死去。
- 宮迫博之 - お笑いタレント、YouTuber。2012年に受けた人間ドックで偶然見つかり、幸いにも初期のスキルス胃癌であったためすぐに入院して手術を受けて一命を取り留め、休養を経て復帰している。
- 黒木奈々 -  アナウンサー。2014年7月に発症し、2015年9月に32歳で死去。
- 渥美二郎 -  演歌歌手。1989年に発症して生死の境を彷徨ったが、胃と脾臓の摘出手術と化学療法による治療で克服し、一命を取り留めた。

## 参照・引用
1. ↑  Seevaratnam R, et al: Gatric Cancer. 2012;15:S153-63.
2. ↑  Genetic variation in PSCA is associated with susceptibility to diffuse-type gastric cancer. Nat Genet. 2008 Jun;40(6):730-40.
3. ↑  Recurrent gain-of-function mutations of RHOA in diffuse-type gastric carcinoma. Nat Genet. 2014 Jun;46(6):583-7.
4. ↑  “世界最大の胃がんゲノム解析により日本人胃がんの治療標的を同定、飲酒との関連もゲノム解析から初めて発見し新たな予防法の開発が期待”. 2023年3月18日閲覧。 国立がん研究センター：プレスリリース（2022/03/14）
5. ↑  “Multiancestry genomic and transcriptomic analysis of gastric cancer”. 2023年3月18日閲覧。 Pubmed: Nature Genetics 2023 Mar 13. PMID 36914835. DOI: 10.1038/s41588-023-01333-x. Online ahead of print.
6. ↑  "linitis plastica" - ドーランド医学辞典
7. ↑  The Biology of Gastric Cancers. Timothy C. Wang, James G. Fox, and Andrew S. Giraud. 2009, 251-252.
8. ↑  Bevan S, Houlston RS (1999). “Genetic predisposition to gastric cancer”. QJM : monthly journal of the Association of Physicians 92 (1):  5･10. PMID 10209666.